# Flaxweiler
Flaxweiler (luxemburguès Fluessweiler) és una comuna i vila a l'est de Luxemburg, que forma part del cantó de Grevenmacher. Comprèn les viles de Flaxweiler, Beyren, Gostingen, Niederdonven i Oberdonven.

## Població
| Nacionalitat   | Població | %      |
| -------------- | -------- | ------ |
| luxemburguesos | 1.169    | 82,73% |
| Forasters      | 244      | 17,27% |
| - portuguesos  | 79       | 5,59%  |
| - francesos    | 12       | 0,85%  |
| - italians     | 13       | 0,92%  |
| - belgues      | 17       | 1,20%  |
| - alemanys     | 38       | 2,69%  |
| - iugoslaus    | 5        | 0,35%  |
| - altres       | 80       | 5,66%  |

## Evolució demogràfica
| Any        | Població |
| ---------- | -------- |
| 15/02/2001 | 1.413    |
| 01/01/2002 | 1.428    |
| 01/01/2003 | 1.502    |
| 01/01/2004 | 1.585    |
| 01/01/2005 | 1.612    |